# Brindisi Calcio 2003-2004
Questa pagina raccoglie le informazioni riguardanti il Brindisi Calcio nelle competizioni ufficiali della stagione 2003-2004.

## Rosa
| N. |                   | Ruolo | Calciatore         |
| -- | ----------------- | ----- | ------------------ |
|    | Italia (bandiera) | P     | Massimilano Adami  |
|    | Italia (bandiera) | A     | Diego Albano       |
|    | Italia (bandiera) | C     | Luca Albieri       |
|    | Italia (bandiera) | C     | Luca Angeli        |
|    | Italia (bandiera) | D     | Antonio Calabro    |
|    | Italia (bandiera) | P     | Marco Ciaramellano |
|    | Italia (bandiera) | C     | Manuel Coppola     |
|    | Italia (bandiera) | A     | Andrea D'Amblè     |
|    | Italia (bandiera) | A     | Cosimo Francioso   |
|    | Italia (bandiera) | C     | Marco Giuliodori   |
|    | Italia (bandiera) | C     | Alfonso Iennaco    |
|    | Italia (bandiera) | A     | Antimo Iunco       |

| N. |                     | Ruolo | Calciatore           |
| -- | ------------------- | ----- | -------------------- |
|    | Italia (bandiera)   | D     | Marco Lopetuso       |
|    | Italia (bandiera)   | C     | Tonino Martino       |
|    | Italia (bandiera)   | D     | Davide Migliozzi     |
|    | Italia (bandiera)   | C     | Vito Montemurro      |
|    | Italia (bandiera)   | C     | Fabio Paratici       |
|    | Svizzera (bandiera) | C     | Giuseppe Perrone     |
|    | Italia (bandiera)   | C     | Vittorio Pinciarelli |
|    | Italia (bandiera)   | A     | Gianvito Plasmati    |
|    | Italia (bandiera)   | C     | Luca Puccinelli      |
|    | Italia (bandiera)   | D     | Alessio Spada        |
|    | Italia (bandiera)   | D     | Roberto Taurino      |
|    | Italia (bandiera)   | D     | Stefano Trinchera    |
|    | Italia (bandiera)   | P     | Davide Carlà         |